# Vaguif Akhundov
Vagif Alibala oglu Akhundov ( 16 sentyabr de 1950   ) es una figura militar azerbaiyana, coronel general, jefe del Servicio Especial de Protección del Estado de la República de Azerbaiyán (2003-2020).

## Vida
Vagif Akhundov nació el 16 de septiembre de 1950 en la ciudad de Astara . Estudió en el Instituto de Petróleo y Química de Azerbaiyán de 1968 a 1972, en la Universidad Estatal de Bakú de 1989 a 1994 y en la Academia de Administración Pública de la Presidencia de la República de Azerbaiyán de 1999 a 2002. Es economista-ingeniero y abogado de profesión.
Comenzó su carrera en 1971 como tornero en una fábrica de taladros y hachas en la ciudad de Kuybyshev. Sirvió como oficial en el ejército soviético entre 1972 y 1975. Después de regresar del servicio militar, trabajó como estandarizador, ingeniero superior y economista en la planta de construcción de maquinaria Lieutenant Schmidt en Bakú .
En 1975 trabajó como asistente del oficial de servicio en la unidad de servicio del Ministerio del Interior de Azerbaiyán, de 1975 a 1978 fue secretario del comité Komsomol en el Departamento de Asuntos Internos de la ciudad de Bakú y de 1978 a 1991 fue subdirector y jefe del departamento en el Ministerio del Interior.
En 1992-1993, se desempeñó como Jefe del Departamento de Seguridad del Poder Supremo del Estado y los Órganos Administrativos de Azerbaiyán, y desde 1993, como Jefe del Departamento Principal de Seguridad del Poder Supremo del Estado y los Órganos Administrativos.
Desde el 2 de junio de 2003 es Jefe del Servicio Especial de Protección del Estado de la República de Azerbaiyán.
Fue condecorado con el Decreto Honorario del Presidium del Soviet Supremo de la República Socialista Soviética de Azerbaiyán, la Orden de la "Bandera de Azerbaiyán" y medallas. En 2018, por decreto del Presidente de la República de Azerbaiyán, se le concedió la Orden de Primer Grado por el Servicio a la Patria.
Está casado y tiene 1 hijo.

## Fuente
- Axundov Vaqif Əlibala oğlu // Azərbaycan Milli Ensiklopediyası (25 cilddə). 1-ci cild: A – Argelander (25 000 nüs.). Bakı: "Azərbaycan Milli Ensiklopediyası" Elmi Mərkəzi. 2009. səh. 222. ISBN 978-9952-441-02-4.<span class="mw-reference-text reference-text" id="mw-reference-text-cite_note-1">.mw-parser-output cite.citation{font-style:inherit}.mw-parser-output .citation q{quotes:"\"""\"""'""'"}.mw-parser-output .citation .cs1-lock-free a{background:url("//upload.wikimedia.org/wikipedia/commons/thumb/6/65/Lock-green.svg/9px-Lock-green.svg.png")no-repeat;background-position:right .1em center}.mw-parser-output .citation .cs1-lock-limited a,.mw-parser-output .citation .cs1-lock-registration a{background:url("//upload.wikimedia.org/wikipedia/commons/thumb/d/d6/Lock-gray-alt-2.svg/9px-Lock-gray-alt-2.svg.png")no-repeat;background-position:right .1em center}.mw-parser-output .citation .cs1-lock-subscription a{background:url("//upload.wikimedia.org/wikipedia/commons/thumb/a/aa/Lock-red-alt-2.svg/9px-Lock-red-alt-2.svg.png")no-repeat;background-position:right .1em center}.mw-parser-output .cs1-subscription,.mw-parser-output .cs1-registration{color:#555}.mw-parser-output .cs1-subscription span,.mw-parser-output .cs1-registration span{border-bottom:1px dotted;cursor:help}.mw-parser-output .cs1-ws-icon a{background:url("//upload.wikimedia.org/wikipedia/commons/thumb/4/4c/Wikisource-logo.svg/12px-Wikisource-logo.svg.png")no-repeat;background-position:right .1em center}.mw-parser-output code.cs1-code{color:inherit;background:inherit;border:inherit;padding:inherit}.mw-parser-output .cs1-hidden-error{display:none;font-size:100%}.mw-parser-output .cs1-visible-error{font-size:100%}.mw-parser-output .cs1-maint{display:none;color:#33aa33;margin-left:0.3em}.mw-parser-output .cs1-subscription,.mw-parser-output .cs1-registration,.mw-parser-output .cs1-format{font-size:95%}.mw-parser-output .cs1-kern-left,.mw-parser-output .cs1-kern-wl-left{padding-left:0.2em}.mw-parser-output .cs1-kern-right,.mw-parser-output .cs1-kern-wl-right{padding-right:0.2em}</span>